# Hotel Barcelona Princess
El Hotel Barcelona Princess es un rascacielos de la ciudad española de Barcelona. Forma parte de la cadena de hoteles de lujo Princess Hotels. Fue construido entre el 2000 y el 2004 con motivo del Fórum Universal de las Culturas, celebrado en Barcelona en 2004, si bien se trata de una construcción de iniciativa privada. Es obra del arquitecto Óscar Tusquets.
Está situado en el n.º 1 de la Avenida Diagonal, próximo al Parque del Fórum, en el que se celebró dicho evento.
El edificio está formado por dos torres de planta triangular, una de veintitrés pisos y otra de veintiséis pisos, unidas por un puente de vidrio. El vidrio destaca como material protagonista, mientras que las superficies de hormigón pintado acentúan la verticalidad de la construcción. Una de estas estructuras sobresale del volumen del edificio y alcanza su mayor altura, 109 metros.
El edificio está incluido en el Inventario del Patrimonio Arquitectónico de Cataluña.